# Zopir
Zopir (grč. Ζώπυρος; Zopyrus) je bio perzijski plemić koji je odigrao značajnu ulogu prilikom Darijevog pokoravanja Babilona 522. pr. Kr. Nakon uspostave mira u Perzijskom Carstvu, vladao je kao satrap Babilonije sve do 484. pr. Kr. kada je ubijen u ustanku protiv Kserksa, sina Darija Velikog.

## Pozadina
U ožujku 522. pr. Kr. na perzijski tron stupa uzurpator Gaumata koji se predstavljao kao Smerdis, legitimni brat Kambiza II. koji je ranije tajno pogubljen. Nakon što je čuo za uzurpaciju prijestolja, Kambiz II. odlučio se vratiti iz pohoda protiv Egipta u Perziju da se obračuna s Gaumatom, no prilikom putovanja je umro što je omogućilo lažnom velikom kralju da vlada nekoliko mjeseci. 
Otan, brat Kambizove i Smerdisove majke, uočio je Gaumatinu prijevaru pa je pozvao plemiće Aspatina i Gobriasa koji su se zajedno s Hidarnom Starijim, Intafrenom i Megabizom I. urotili protiv lažnog velikog kralja. Dok su pravili planove priključio im se i sedmi član Darije I., Kambizov rođak odnosno sin Histaspa. Darije ih je uvjerio kako ne smiju čekati već odmah krenuti u akciju, pa je lažni Smerdis ubijen 29. rujna 522. pr. Kr.
Neposredno nakon Darijevog stupanja na perzijsko prijestolje, diljem carstva izbijaju pobune pa tako i u Babiloniji gdje se Nidintu-Bel proglasio kraljem i okrunio se kao Nabukodonosor III., prema dvojici slavnih babilonijskih vladara. O njegovoj kratkotrajnoj vladavini svjedoče dokumenti pisani na klinastom pismu, dok Behistunski natpisi spominju kako je Darije odmah nakon izbijanja ustanka pokrenuo ekspediciju protiv pobunjenika. Babilonci su dvaput poraženi, Nidintu-Bel je ubijen, a Darije je uspostavio kontrolu nad Babilonom i okolicom.

## Politički život
Prema grčkom povjesničaru Herodotu koji je pisao svoja djela osam desetljeća nakon navedenih događaja, Darije Veliki suočio se s velikim problemima prilikom pokoravanja grada. Megabizov sin Zopir, koji je zajedno s Darijem sudjelovao u svrgavanju uzurpatora Gaumate, ponudio je pomoć perzijskom vladaru uvjeravajući ga kako će doslovno sam osvojiti Babilon. Na vlastitu inicijativu, dao se bičevati i sam je sebi nanio ozljede na ušima i nosu (što je bio perzijski običaj kažnjavanja izdajnika), nakon čega je pošao u Babilon predstavljajući se kao dezerter iz perzijske vojske. Vidjevši ga u krvi, Babilonci su povjerovali kako je riječ o mučenom izdajniku iz Darijeve vojske, te su mu dozvolili ulazak u grad. Zopir je uvjerio Babilonce da mu povjere dio vojske, koju je odlučio suprotstaviti unaprijed dogovorenom lažnom napadu Perzijanaca. Naime, prilikom suočavanja dviju vojski Perzijanci su odbacili oružje i povukli se pred Zopirom, zbog čega je ostvario potpuno povjerenje u babilonskim redovima odnosno zapovjedništvo nad cjelokupnom babilonskom vojskom. Poslije nekoliko dana, Darije je ponovo poslao vojsku u napad a Zopir je ovaj put (također prema dogovoru) otvorio glavna gradska vrata, nakon čega su Perzijanci ušli u Babilon i s lakoćom ga pokorili.
Vjerodostojnost ove Herodotove priče neki moderni povjesničari smatraju upitnim, budući kako ona podsjeća na „Ilijadu“ koja je možda inspirirala grčkog povjesničara. Herodot dalje navodi kako je Zopir postao babilonijskim satrapom (pokrajinskim namjesnikom), što nije potvrđeno u dosad pronađenim mezopotamskim kronikama koje uglavnom spominju Darijevog satrapa po imenu Uštanu. Ipak, postoji mogućnost kako je Zopir obnašao neku drugu visoku dužnost u službi perzijskog vladara.

## Smrt i ostavština
U Ktezijevom djelu „Persica“ spominje se kako je Zopir ubijen 484. pr. Kr. tijekom babilonijske pobune koja je izbila nedugo nakon Kserksovog stupanja na perzijski tron.
Zopir se oženio Darijevom sestrom s kojom je imao najmanje jednu kćer i sina Megabiza II., koji je bio jedan od perzijskih zapovjednika prilikom Kserksove ekspedicije protiv Grčke (480. pr. Kr.). Megabiz II. se pak oženio Kserksovom kćeri Amitis s kojom je imao sina Zopira II., za kojeg Ktezije tvrdi kako je 455. pr. Kr. pobjegao u Atenu.

## Poveznice
- Darije I. Veliki
- Megabiz I.
- Megabiz II.
- Uštanu

## Vanjske poveznice
- Zopir (Zopyrus), Livius.org  Arhivirana inačica izvorne stranice od 11. prosinca 2008. (Wayback Machine)
- Zopir (Zopyrus), AncientLibrary.com  Arhivirana inačica izvorne stranice od 11. svibnja 2006. (Wayback Machine)